# Museo storico degli Alpini e della civiltà locale
Il Museo storico degli Alpini e della civiltà locale si trova in via Caduti del Lavoro 4 a Lugagnano, frazione del comune di Sona. 
Il museo, nato da un'iniziativa del Gruppo Alpini locale, venne inaugurato nel 2011 all'interno della Baita Monte Baldo con un percorso strutturato per raccontare la storia di quei militari che lasciavano le loro comunità per andare in guerra. Non solo quindi un'esposizione di oggetti legati alla guerra, ma anche oggetti inerenti attività e professioni legate alla realtà di quel momento.
Al 2022 sono esposti o archiviati 980 pezzi della guerra, 642 sulla naja, 1939 inerenti le arti e mestieri, circa 800 pezzi di numismatica e miniassegni oltre a circa 4000 documenti. Infine è presente una biblioteca contenente 2934 libri.